# Реакція контрольована переносом заряду
Реакція контрольована переносом заряду (англ. charge-transfer controlled reactions) — термін стосується окисно-відновних реакцій типу
Ox + ne– → Red (kf)
Red → Ox + ne– (kr), 
коли швидкість однієї з реакцій напр., реакції відновлення (kf), яка відбувається в електрохімічному процесі при проходженні струму через гальванічний елемент, визначається швидкістю
переносу електронів через границю поділу фаз електрод | розчин.